# کاربونارا دی پو
کاربونارا دی پو (به ایتالیایی: Carbonara di Po) یک کومونه در ایتالیا است که در استان منتووا واقع شده‌است.

## خصوصیات
کاربونارا دی پو ۱۵٫۲ کیلومترمربع مساحت و ۱٬۳۲۷ نفر جمعیت دارد.